# Hearts (canción de Marty Balin)
«Hearts» es una balada de estilo soft rock interpretada por el cantante Marty Balin, publicada como sencillo en mayo de 1981 e incluida en su álbum debut en solitario Balin (1981). Fue escrita por Jesse Barish y producida por John Hug. El sencillo se convirtió en el mayor éxito de Balin como solista, alcanzando el puesto n.º 8 en la lista Billboard Hot 100, n.º 9 en Adult Contemporary y n.º 20 en Top Rock Tracks de EE. UU.

## Video musical
El video musical de «Hearts» transcurre en la isla de Alcatraz y muestra a Marty Balin como un preso que sueña con reunirse con su amada, intercalando planos del puente Golden Gate y la bahía de San Francisco.

## Apariciones en la cultura popular
- Se usa como tema principal de la telenovela venezolana La hija de nadie en una versión en español cantada por el mismo Marty Balin.

## Versión en español
La canción se lanzaría en una versión oficial en español llamada como "Corazones" interpretada por el propio Marty Balin (se modifico la introducción siendo extendida.)

## Versiones
la compilación de covers y remixes Dancemania traería una versión de la canción en la compilación Dancemania Covers Vol. 2 hecha por "The Scarlet" dándole un estilo Eurodance(Enlace para mas información del album de donde proviene y además escuchar el cover completo)

## Personal
- Marty Balin – voz principal, guitarra acústica
- Pete Sears – teclados y sintetizadores
- Mark Cummings – piano, sintetizadores, vocoder, coros
- Johnny De Caro – guitarra eléctrica, coros
- Richard Bassil – bajo eléctrico, coros
- Billy Lee Lewis – batería, percusión, coros

## Producción
La grabación se llevó a cabo entre diciembre de 1980 y marzo de 1981 en The Village Recorder (Los Ángeles) y The Record Plant/White Rabbit Studios (Sausalito). El sencillo fue producido por John Hug para EMI America Records.